# ناومي شيندو
ناومي شيندو (進藤尚美 شيندو ناومي) هي ممثلة يابانية ولدت في 9 نوفمبر في محافظة كيوتو.

## أدوارها في الأنمي

### مسلسلات أنمي تلفزيونية
- البدلة المتنقلة جاندام سيد - كاغالي يولا أثها
- البدلة المتنقلة جاندام سيد ديستني - كاغالي يولا أثها
- بي بليد - كاثي غلوريا
- شامان كينج - جين دايثل
- سونيك X - ليندسي ثورندايك، داني
- ون بيس - كاليفا
- بلد+ - هاجي (أيام الطفولة)
- داركر ذان بلاك: المقاول الأسود - هافوك
- خيميائي الفولاذ: فل ميتال ألكيميست - ريبيكا كاتالينا
- هيرومان - فيرا كولينز، الراوية
- فايري تايل - إيكاروغا
- يوميات المستقبل - تارو نانبا/تا-كن
- ماغي: The Labyrinth of Magic - إليزابيث، إيكاتيرينا
- ماغي: The Kingdom of Magic - مارغاريتا
- جت باكرز - بان ميدو (أيام الطفولة)
- ما وراء الحدود - أياكا شيندو
- هيوكا - شوكو يواسا
- شوكوغكي نو سوما - شيغينو كوراكي
- تيلز أوف زيستيريا ذا كروس - أتاك
- بوكيمون بلاك/وايت - دان

### أنمي الإنترنت
- سينت سيا: سول أوف غولد - آيوليا (أيام الطفولة)

## أدوارها في ألعاب الفيديو
- تيلز أوف زيستيريا - الكردينال فورتون

## وصلات خارجية
- ناومي شيندو على موقع IMDb (الإنجليزية)
- ناومي شيندو على موقع قاعدة بيانات الفيلم (الإنجليزية)
- ناومي شيندو على موقع ANN person (الإنجليزية)